# نصير أباد (إسلام شهر)
نصير أباد (بالفارسية: نصیرآباد) هي قرية تقع في قسم فيروزبهرام الريفي (مقاطعة اسلام شهر) في إيران.